# Dürrenhorn
Dürrenhorn é uma montanha do Maciço dos Mischabels dos Alpes valaisanos, Suíça, cujo ponto culminante se encontra a 4035 m pelo que é um cumes dos Alpes com mais de 4000 m.

## Ascensão
A primeira ascensão foi feita a 7 de setembro de 1879 por Albert F. Mummery e William Penhall, e o guia de montanha Alexandre Burgener e Ferdinand Imseng.